# Флаг Хайбуллинского района
Флаг Хайбулли́нского района является официальным символом муниципального района Хайбуллинский район Республики Башкортостан Российской Федерации и служит знаком единства его населения.
Флаг утверждён 13 июля 2007 года и внесён в Государственный геральдический регистр Российской Федерации с присвоением регистрационного номера 3024.

## Описание
«Прямоугольное полотнище с соотношением ширины к длине 2:3, состоящее из двух горизонтальных полос: верхней голубого цвета шириной 4/5 ширины полотнища и нижней жёлтого цвета; в центре голубой полосы летящий к древку орёл белого цвета с расправленными в стороны крыльями».
Данное описание флага было утверждено Геральдическим советом при Президенте Российской Федерации, но решением Совета муниципального района Хайбуллинский район Республики Башкортостан от 13 июля 2006 года № Р-12/119 «О флаге муниципального района Хайбуллинский район Республики Башкортостан» было утверждено следующее описание флага:
«Прямоугольное полотнище лазоревого (голубого) цвета с соотношением ширины к длине 2/3 с жёлтой (медной) полосой вдоль нижнего края в 1/5 части ширины полотнища, с изображением в центре основной фигуры герба: парящего белого (седого) степного орла».

## Обоснование символики
Флаг, составленный на основе герба в соответствии с традициями и правилами геральдики, языком символов и аллегорий отражает исторические, культурные, социально-экономические, национальные и иные местные традиции.
Хайбуллинский район расположен в самой юго-восточной части Башкортостана, на окраине Зилаирского плата.
Большую часть района занимают ковыльные степи необыкновенной красоты. В связи с этим центральной фигурой флага является изображение летящего степного орла. Будучи характерным представителем фауны района, олицетворяющим бескрайние степи Башкирского Зауралья, орёл одновременно является геральдическим символом целеустремлённости, свободолюбия, достоинства, энергии и воли.
Богатые недра района содержат месторождения медно-колчеданных руд и других полезных ископаемых. Золотая (жёлтая) полоса символизирует богатые запасы полезных ископаемых, с разработкой которых связана перспектива дальнейшего экономического развития района и роста уровня жизни населения.
Лазоревый (голубой) цвет полосы подчёркивает развитие, движение вперёд и, в то же время, является геральдическим символом красоты, величия и верности.
Жёлтый цвет (золото) — символизирует плодородие, благополучие и процветание района.